# 1503
Cette page concerne l'année 1503  du calendrier julien. Pour l'année 1503 av. J.-C., voir 1503 av. J.-C.
L'année 1503 est une année commune commençant un dimanche.

## Asie
- 18 mai, Arabie : Ludovico di Varthema est sans doute le premier européen à pénétrer dans La Mecque[1].
- 20 juin, Iran : les forces de Murad, sultan des Ak Koyunlu, né en 1499, sont battues par Chah Ismaïl à Hamadan[2]. Murad tentera de résister à Ismaïl mais devra se réfugier à Constantinople auprès du sultan Sélim (1524).
- Juin, Asie centrale : l’Ouzbek Mohammed Sheibani défait les Mongols et les Ouïgours du Mogholistan à la bataille d’Akhsi au Ferghâna, entre à Khokand et à Andidjan[3].
- Début du règne du calife haroun al Mansur (en), khan Djaghataïde du Mogholistan (fin en 1543)[3].
- Première édition en Chine du Da Ming Huidian (« Recueil de règlements administratifs »)[4].

## Exploration et colonisation européenne outremer et Amérique
- Mars-avril : publication du livre Mundus Novus, dans lequel le navigateur Amerigo Vespucci affirme que les terres découvertes par Christophe Colomb depuis 1492 ne sont pas les Indes mais un nouveau monde[5].

### Exploration et colonisation castillanes
- 20 janvier : fondation de la Casa de Contratación de Séville, qui exerce un monopole pour les échanges avec l’Amérique (armement des navires, rôle d’équipage, passeports d’émigration)[6].
- 10 mai : après avoir exploré en 1502-1503 la côte de l'Amérique centrale du Honduras au Golfe de Darién, Christophe Colomb (dont c'est le quatrième voyage), remontant vers Cuba, découvre les îles Caïmans[7].
- 25 juin : l'escadre de Christophe Colomb s'échoue dans un état lamentable sur l'île de la Jamaïque, où elle reste bloquée jusqu'en 1504.

- sd : Juan Bermúdez découvre les Bermudes, nommées en son honneur[8] ; il ne débarque pas, la navigation étant trop dangereuse (date précise non connue, antérieure à 1511).

### Exploration et colonisation portugaises
- 10 juin : l'expédition de Gonçalo Coelho, financée par Fernão de Noronha, quitte le port de Lisbonne pour le Brésil. Amerigo Vespucci y participe (retour le 18 juin 1504)[5]. Elle arrive avec six petits navires et coupe 20 000 quintaux de bois brésil. Noronha a passé avec le roi du Portugal un contrat de trois ans renouvelable. En 1511, il rapporte à Lisbonne 5000 troncs de bois brésil avec sa nef Bretoa[9].

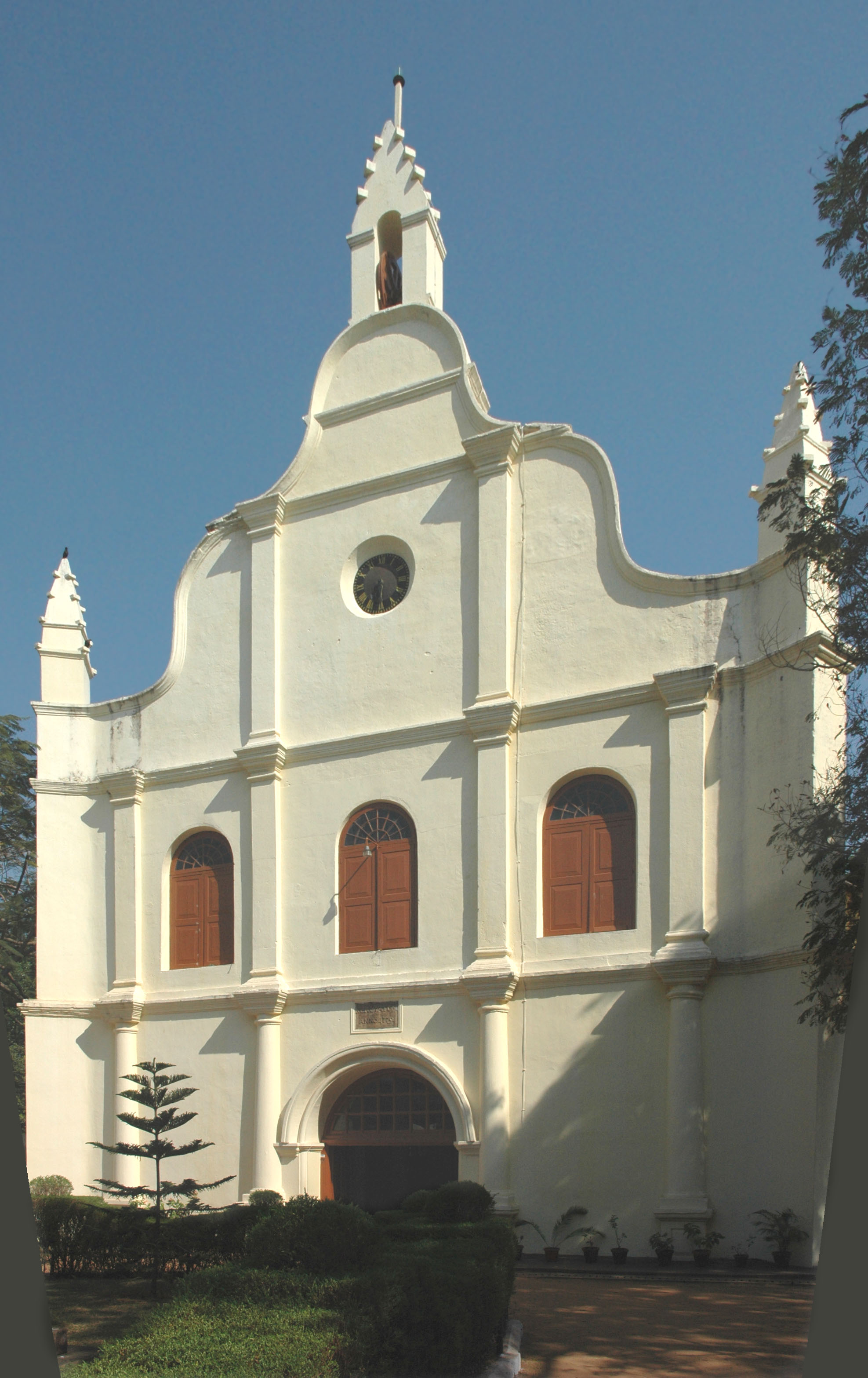
L'église São Francisco, construite par les Portugais à Cochin, en Inde, en 1503

- 2 septembre : Afonso de Albuquerque arrive à Cochin, en Inde, pour venir en aide au rajah ; les troupes du zamorin, qui occupent la ville depuis le départ de Vasco de Gama en février, se retirent à Cranganore[10].
- 13 janvier : le financier allemand Welser obtient du roi de Portugal un contrat de monopole pour le commerce avec les Indes[11].
- sd : Afrique orientale : les Portugais menés par Ruy Lourenço Ravasco imposent un tribut au sultan de Zanzibar[12].

## Europe

### Événements non politiques
- 1503 et 1504 sont des années exceptionnellement chaudes en France et en Allemagne du Sud[13].
- 15 septembre : peste signalée à Châlons-sur-Marne[14].
- Portugal : Mauvaises récoltes. Menaces de famine[15]. Émeutes populaires contre les marranes à Lisbonne à la Pentecôte et à Evora en avril[16].

### Péninsule italienne (pontificats d'Alexandre VI, de Pie III, de Jules II)

#### Divers

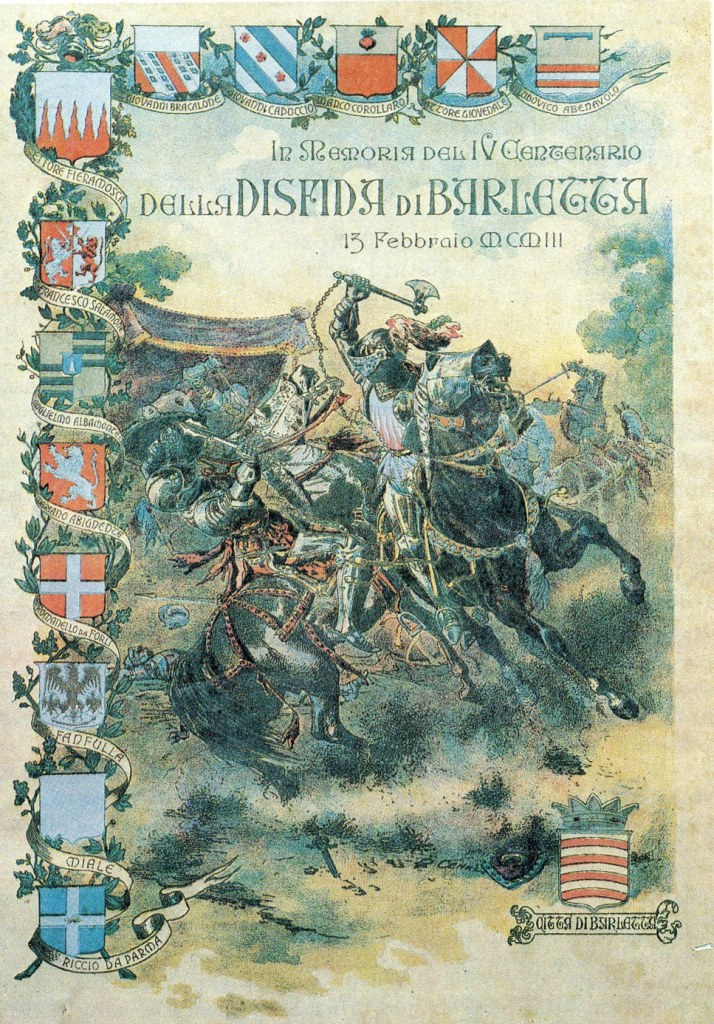
13 février : Le Défi de Barletta

- 13 février : Défi de Barletta[17], tournoi de réparation d'une insulte « italophobe » entre treize chevaliers français et treize italiens.
- 28 août : le duc d'Urbino Guidobaldo Ier de Montefeltro est rétabli sur son trône[18].
- 22 septembre : élection du pape Pie III (fin le 18 octobre)[19].
- 31 octobre : élection de Jules II (fin en 1513)[19], un adversaire du roi de France.

#### Troisième guerre d'Italie: France contre Aragon
- 5 avril : traité de paix conclu à Lyon entre Louis XII et Philippe le Beau, gendre des Rois catholiques ; mais il n'est pas ratifié par eux[20].
- 10 avril : traité de paix d'Arona entre Louis XII, le duc de Milan et les cantons suisses d'Uri, de Schwytz et d'Unterwald, auxquels il cède Bellinzona, Pollenza et Riviera[21].
- 21 avril : défaite de Robert Stuart d'Aubigny à Seminara[19].
- 28 avril : défaite française de Louis d'Armagnac, vice-roi de Naples pour Louis XII, à Cérignole[19].
- 14 mai : Gonzalve de Cordoue force les Français à abandonner Naples[19].
- Juillet : une armée française de secours commandée par Louis II de La Trémoille franchit les Alpes[22].
- 10 septembre : siège de Salces par les Français, levé à l'annonce de l'arrivée de Ferdinand II d'Aragon le 19 octobre[19].
- 29 décembre : bataille du Garigliano. L'armée aragonaise achève la conquête du royaume de Naples[23].

### Angleterre (règne de Henri VII), Écosse (Jacques IV)
- 28 mai : une bulle du pape Alexandre VI confirme le traité de Paix perpétuelle de 1502 entre l’Angleterre et l’Écosse[24].
- 23 juin : le prince de Galles Henri et Catherine d'Aragon, veuve de son frère, sont fiancés (mariage le 11 juin 1509)[25].
- 8 août : Jacques IV Stuart épouse Marguerite Tudor, fille d’Henri VII d'Angleterre, mariage à l’origine des droits des Stuart sur la couronne d’Angleterre.

### Pays-Bas bourguignons
- 7 août : création à Bruxelles d'un couvent de Clarisses[26].

### Saint-Empire (règne de Maximilien d'Autriche)
- 1er décembre : mort de Georges le Riche[27]. Début de la Guerre de succession de Landshut (1503-1505) au terme de laquelle le duché de Palatinat-Neubourg est créé.

### Russie (règne d'Ivan III)
- 15 février : le pape autorise les Chevaliers teutoniques à vendre des indulgences pour financer la guerre contre les Russes[28].
- 28 mars : le tsar Ivan III reconquiert un tiers des terres russes du grand-duché de Lituanie. Il signe une Trêve de dix ans avec Alexandre de Lituanie qui lui reconnaît les possessions de Tchernigov, Briansk, Poutivl, Gomel et la plus grande partie des districts de Smolensk et Vitebsk[29].
- Août-septembre : synode de Moscou[30]. Querelle en Russie entre Nil de la Sora, un ermite préconisant l’abandon par l’Église des biens matériels, et l’abbé Joseph de Volok, partisan d’un rôle prépondérant de l’Église et de ses possessions au nom de son œuvre sociale. Le concile de Moscou tranche en faveur de Joseph[31].
- Le maître des chevaliers Porte-Glaive Walter de Plettenberg, qui n'a pu s'emparer de Pskov après sa victoire de 1502, conclut un armistice pour 6 ans avec la Grande-principauté de Moscou. Il s'engage à payer un tribut annuel pour la possession de la région de Tartu[32].

## Naissances en 1503
- 11 janvier : Francesco Mazzola, dit le Parmesan, peintre et aquafortiste italien à Parme († 24 août 1540).
- 14 janvier : Bartolomeo Cavalcanti, noble florentin, écrivain et adversaire politique des Médicis († 5 décembre 1562).

- 24 février : Johannes Gropper, cardinal allemand († 13 mars 1559).

- 10 mars : Ferdinand Ier du Saint-Empire, archiduc d'Autriche, roi de Hongrie, roi des Romains et empereur romain germanique († 25 juillet 1564).

- 6 avril : Jacob Micyllus, humaniste et poète allemand († 28 janvier 1558).
- 18 avril : Henri II de Navarre, roi de Navarre de 1517 à 1555 en tant que Henri II († 25 mai 1555).

- 1er mai : Celio Secondo Curione, humaniste italien († 24 novembre 1569).
- 18 mai : Michele Tosini, peintre maniériste italien († 7 novembre 1577).

- 30 juin : Jean-Frédéric Ier de Saxe, dernier électeur de la branche ernestine de la Maison de Saxe et un des grands protecteurs de Luther († 3 mars 1554).

- 23 juillet : Anne Jagellon, reine consort de Bohême et de Hongrie († 27 janvier 1547).
- 28 juillet : Giovanni Della Casa, prélat et littérateur italien († 14 novembre 1556).

- 12 août : Christian III de Danemark, roi de Danemark et de Norvège (1534-1559), et duc d'Holstein et de Schleswig de 1523 à 1533 († 1er janvier 1559).

- 8 septembre : Shimazu Katsuhisa, quatorzième chef du clan Shimazu et troisième fils de Shimazu Tadamasa durant l'époque des États guerriers de l'époque Sengoku († 9 novembre 1573).
- 20 septembre : Andrzej Frycz Modrzewski, humaniste et théologien polonais († 1572).

- 24 octobre : Isabelle de Portugal, princesse du Portugal, de la dynastie des Aviz († 1er mai 1539).

- 12 novembre : Philippe du Palatinat-Neubourg, membre de la Maison de Wittelsbach, comte palatin du Rhin et duc de Palatinat-Neubourg († 4 juillet 1548).
- 17 novembre : Bronzino (Agnolo di Cosimo), peintre italien († 23 novembre 1572).
- 19 novembre : Pierre-Louis Farnèse, premier duc de Castro et le premier duc de Parme et Plaisance († 10 septembre 1547).

- 14 décembre : Nostradamus, apothicaire et médecin français, surtout connu pour ses prédictions sur la marche du monde († 2 juillet 1566).

- Date inconnue :
  - Andō Morinari, samouraï de l'époque Sengoku († 27 juin 1582).
  - René Ayrault, avocat, procureur du roi et maire d'Angers († 1561).
  - Pedro de Campaña, peintre, architecte, sculpteur et mathématicien belge († 1586).
  - Bartolomé Carranza, prêtre dominicain espagnol, théologien et archevêque de Tolède († 2 mai 1576).
  - Andreas Cellarius, pasteur, surintendant et théologien luthérien († 18 septembre 1562).
  - Lucas David, historien d'expression allemande († avril 1583).
  - Giacomo Grimaldi Durazzo, doge de Gênes († 1579).
  - Robert Estienne, lexicographe et imprimeur français († 7 septembre 1559).
  - Augustin Hirschvogel, artiste, mathématicien et cartographe allemand († février 1553).
  - Diego Hurtado de Mendoza y Pacheco, poète et diplomate espagnol († 14 août 1575).
  - Jeanne de Jussie, religieuse de l'ordre des clarisses († 7 novembre 1561).
  - Konoe Taneie, noble de cour japonais († 1566).
  - Robert Macé : typographe français († 15 septembre 1563).
  - Giovanni Battista Mantuano, peintre italien maniériste et graveur de la Renaissance († 29 décembre 1575).
  - Gerolama Orsini, fille de Ludovic comte de Pitigliano († 1570).
  - Tomé de Sousa, militaire et homme politique portugais († 1579).
  - Jean Suau, cardinal français († 29 avril 1566).
  - Thomas Wyatt, poète anglais († 11 octobre 1542).
  - Yūki Masakatsu, samouraï de l'époque Sengoku († 2 septembre 1559).

- Vers 1503 :
- Jean Cousin l'Ancien,  peintre, dessinateur, décorateur et graveur français († vers 1560).

## Décès en 1503
- 7 avril: Sophie Paléologue, femme de Ivan III de Russie et souveraine de Russie.
- 28 avril : le vice-roi de Naples, Louis d'Armagnac, duc de Nemours, tué à Cerignola.
- 18 août[19] : le pape Alexandre VI de la malaria (malaria tropicalis, venue d’Amérique) (° 1er janvier 1431).
- 3 juillet : Pierre d'Aubusson, cardinal français, grand maître des Hospitaliers de Saint Jean de Jérusalem (° 1423).
- 18 octobre : le pape Pie III.
- 25 novembre : Edmond de La Fosse écolier hérétique exécuté butte Saint-Roch à Paris pour avoir profané des hosties.
- 14 décembre : Sten Sture l'Ancien, régent de Suède.
- 28 décembre : Pierre II de Médicis (naissance 1471).
- Automne[33] : Giovanni Pontano, à Naples, homme politique et écrivain (né en 1426).

- Pedro Berruguete, peintre de Valladolid[34].
- Antonio Bonfini, humaniste italien (né en 1434), auteur d’une Histoire de la Hongrie commandée par Mathias Corvin[35].